# Andrij Sokolovskyj
Andrij Volodymyrovyč Sokolovskyj (ukrajinsky: Андрій Володимирович Соколовський; * 16. července 1978 Moskva, Sovětský svaz) je bývalý ukrajinský atlet, jehož specializací byl skok do výšky.
Poprvé na sebe výrazněji upozornil v roce 1999 na druhém ročníku mistrovství Evropy do 23 let v Göteborgu, kde vybojoval výkonem 228 cm stříbrnou medaili. V témže roce skončil šestý na halovém světovém šampionátu v japonském Maebaši a zúčastnil se MS v atletice v Seville, kde neprošel kvalifikací. V kvalifikačním kole skončila jeho cesta také na letních olympijských hrách v Sydney.
V roce 2001 uspěl na halovém MS v Lisabonu. Zde ve finále napoprvé překonal 229 cm a tímto výkonem si zajistil stříbrnou medaili. Halovým mistrem světa se stal Švéd Stefan Holm, který skočil 2,32 m. Těsně pod stupni vítězů, na 4. místě se umístil na halovém evropském šampionátu ve Vídni v roce 2002. O rok později skončil osmý na halovém MS v Birminghamu i na světovém šampionátu v Paříži.
V roce 2004 podruhé v kariéře reprezentoval na olympijských hrách. Na olympijském stadionu v Athénách splnil výkonem 228 cm kvalifikační limit a postoupil do dvanáctičlenného finále. V něm procházel čistě až do výšky 232 cm. Na následující postupné výšce 234 cm již uspět nedokázal a obsadil celkové 5. místo. Šestý skončil v roce 2006 na halovém MS v Moskvě, kde ve finále překonal 226 cm. Na ME v atletice 2006 v Göteborgu v kvalifikaci neuspěl na výšce 223 cm a do finálové fáze nepostoupil.

## Osobní rekordy
- hala – 236 cm – 14. února 2006, Banská Bystrica
- venku – 238 cm – 8. července 2005, Řím